# Vladimir Ilyin
Vladimir Dmitriyevich Ilyin (tiếng Nga: Владимир Дмитриевич Ильин; sinh ngày 20 tháng 5 năm 1992) là một tiền đạo bóng đá người Nga. Anh thi đấu cho FC Ural Yekaterinburg.

## Sự nghiệp câu lạc bộ
Anh có màn ra mắt tại Russian Second Division cho FC Piter St. Petersburg vào ngày 23 tháng 7 năm 2012 trong trận đấu với FC Dnepr Smolensk.

## Thống kê sự nghiệp

### Câu lạc bộ
Tính đến 13 tháng 5 năm 2018
| Câu lạc bộ                  | Mùa giải             | Giải vô địch                | Giải vô địch | Giải vô địch | Cúp     | Cúp       | Châu lục | Châu lục  | Tổng cộng | Tổng cộng |
| Câu lạc bộ                  | Mùa giải             | Hạng đấu                    | Số trận      | Bàn thắng    | Số trận | Bàn thắng | Số trận  | Bàn thắng | Số trận   | Bàn thắng |
| --------------------------- | -------------------- | --------------------------- | ------------ | ------------ | ------- | --------- | -------- | --------- | --------- | --------- |
| FC Piter Sankt Peterburg    | 2012–13              | PFL                         | 22           | 4            | 2       | 1         | –        | –         | 24        | 5         |
| F.K. Dynamo Sankt Peterburg | 2013–14              | FNL                         | 15           | 1            | 1       | 0         | –        | –         | 16        | 1         |
| FC Kaluga                   | 2013–14              | PFL                         | 5            | 4            | –       | –         | –        | –         | 5         | 4         |
| F.K. Tosno                  | 2014–15              | FNL                         | 2            | 0            | –       | –         | –        | –         | 2         | 0         |
| FC Khimik Dzerzhinsk        | 2014–15              | FNL                         | 25           | 1            | 2       | 0         | –        | –         | 27        | 1         |
| F.K. Tosno                  | 2015–16              | FNL                         | 32           | 14           | 2       | 0         | –        | –         | 34        | 14        |
| F.K. Tosno                  | Tổng cộng (2 spells) | Tổng cộng (2 spells)        | 34           | 14           | 2       | 0         | 0        | 0         | 36        | 14        |
| F.K. Kuban Krasnodar        | 2016–17              | FNL                         | 24           | 2            | 0       | 0         | –        | –         | 24        | 2         |
| FC Ural Yekaterinburg       | 2016–17              | Giải bóng đá ngoại hạng Nga | 12           | 4            | 3       | 2         | –        | –         | 15        | 6         |
| FC Ural Yekaterinburg       | 2017–18              | Giải bóng đá ngoại hạng Nga | 25           | 4            | 0       | 0         | –        | –         | 25        | 4         |
| FC Ural Yekaterinburg       | Tổng cộng            | Tổng cộng                   | 37           | 8            | 3       | 2         | 0        | 0         | 40        | 10        |
| Tổng cộng sự nghiệp         | Tổng cộng sự nghiệp  | Tổng cộng sự nghiệp         | 162          | 34           | 10      | 3         | 0        | 0         | 172       | 37        |